# Nihilophobia
Nihilophobia is een studioalbum van Michel Huygen, die het uitbracht onder de bandnaam Neuronium, waarvan hij dan enig lid is.  Nihilophobia is (in zijn ogen) het bang zijn voor de zinloosheid van het bestaan / leven. Het is een verwijzing naar het nihilisme. Huygen geeft dan ook de tip mee, alles uit het leven te halen wat er in het leven zit, zonder zich druk te maken om de periode na het leven, waarover in het geheel niets bekend is. Het album vormt een trilogie met Mystykatea en Synapsia, die eenzelfde onderwerp behandelden. Opnamen vonden plaats in zijn eigen geluidsstudio Alienikon in Barcelona. In het dankwoord wordt fabrikant Korg aangehaald voor dertig jaar samenwerking. Het album bevat vloeiende kosmische elektronische muziek, sector ambient. Er zijn koorklanken te horen op het album, maar deze zijn ontlokt aan de synthesizerapparatuur.
De track Memoria is opgedragen aan zijn in 2006 overleden moeder. 

## Muziek
| Nr. | Titel                       | Duur  |
| --- | --------------------------- | ----- |
| 1.  | Nihilophobia (Huygen)       | 4:11  |
| 2.  | Nothing is forever (Huygen) | 4:08  |
| 3.  | Memoria (Huygen)            | 2:25  |
| 4.  | The far-out quest (Huygen)  | 7:39  |
| 5.  | Momenta mirabila (Huygen)   | 3:28  |
| 6.  | Touching the void (Huygen)  | 10:49 |
| 7.  | Universalia (Huygen)        | 20:12 |
| 8.  | Feel your life (Huygen)     | 3:44  |

Er staat tevens een videoclip van de eerste track op de compact disc.